# Dendropanax cuneatus
Dendropanax cuneatus là một loài thực vật có hoa trong Họ Cuồng cuồng. Loài này được (DC.) Decne. & Planch. mô tả khoa học đầu tiên năm 1854.